# Денали (Аљаска)
Денали (енгл. Denali) је округ у америчкој савезној држави Аљаска.

## Демографија
По попису из 2010. године број становника је 1.826, што је 67 (-3,5%) становника мање него 2000. године.
| Група             | 2000.         | 2010.         |
| Белци             | 1.600 (84,5%) | 1.614 (88,4%) |
| Афроамериканци    | 27 (1,4%)     | 10 (0,5%)     |
| Азијати           | 29 (1,5%)     | 19 (1,0%)     |
| Хиспаноамериканци | 47 (2,5%)     | 42 (2,3%)     |
| Укупно            | 1.893         | 1.826         |